# Douna Loup

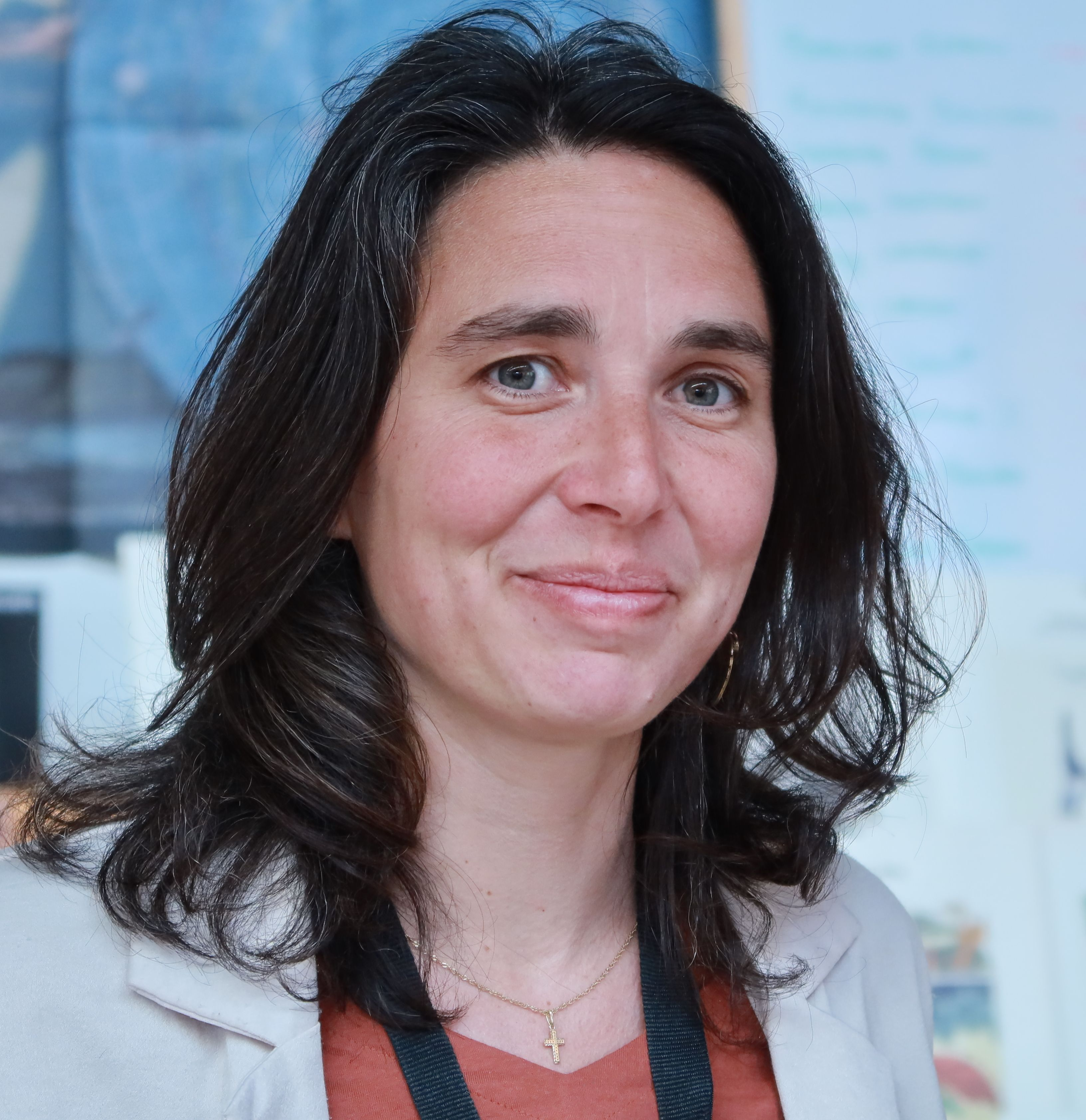
Douna Loup

Douna Loup (geboren 1982 in Genf) ist eine frankophone Schweizer Schriftstellerin.

## Leben
Douna Loup ist Kind einer Marionettenspielerfamiie. Sie wuchs im Département Drôme in Frankreich auf. Mit achtzehn Jahren machte sie für ein paar Monate einen Sozialdienst in Madagaskar. Sie heiratete und lebte in der Nähe von Nantes und seit 2013 wieder in der Romandie. Loup veröffentlichte 2010 ihr erstes Buch Mopaya mit Interviews das kongolesischen Immigranten Gabriel Nganga Nseka, und im selben Jahr ihren ersten Roman L’Embrasure, der sogleich mehrfach ausgezeichnet wurde. Loup erhielt 2011 unter anderem einen Schillerförderpreis.

## Werke
- Mopaya : Récit d'une traversée du Congo à la Suisse, avec Gabriel Nganga Nseka. Paris : L'Harmattan, 2010, ISBN 978-2-296-11829-4
- L’Embrasure. Paris : Mercure de France, 2010 ISBN 978-2-7152-3135-1. Prix Senghor, 2011
  - Die Schwesterfrau : Roman. Übersetzung Peter Burri. Lenos, Basel 2017, ISBN 978-3-85787-425-3
- Les Lignes de ta paume, Paris : Mercure de France, 2012 ISBN 978-2-7152-3282-2
- L'Oragé. Paris : Mercure de France, 2015 ISBN 978-2-7152-4130-5
- Ventrosoleil. Theaterstück. Les Sans-Editions, 2014. Aufgeführt im Theater Am Stram Gram, Genf.
- Mon chien-dieu. Theaterstück. Les solitaires intempestifs, 2016
- Déployer. Éditions Zoé, Genf 2019, ISBN 978-2-88927-624-0.
- Les Printemps sauvages. Éditions Zoé, Genf 2021, ISBN 978-2-88927-854-1. 
  - Verwildern. Übersetzung Steven Wyss. Limmat, Zürich 2024, ISBN 978-3-03926-070-6
- Boris, 1985. Éditions Zoé, Genf 2023, ISBN 978-2-88907-093-0.